# Ethinamate
Ethinamate (Valamin, Valmid) là một thuốc an thần thôi miên dẫn xuất carbamate tác dụng ngắn dùng để điều trị chứng mất ngủ. Sử dụng thường xuyên dẫn đến dung nạp thuốc, và nó thường không hiệu quả trong hơn 7 ngày. Sử dụng kéo dài có thể dẫn đến sự phụ thuộc.
Ethinamate đã được thay thế bằng các loại thuốc khác (đặc biệt là các loại thuốc benzodiazepin) và nó không có sẵn ở Hà Lan, Hoa Kỳ hoặc Canada.

## Tổng hợp
Ethinamate (1-ethynylcyclohexanone carbamate) được tổng hợp bằng cách kết hợp acetylene với cyclohexanone và sau đó chuyển sản phẩm thu được thành carbamate bằng phản ứng tiếp theo với phosgene và sau đó là amonia. Một số kim loại lithium hoặc tương tự được sử dụng để làm cho acetylene phản ứng với cyclohexanone trong bước đầu tiên.